# Фермана Тауншип (округ Джуніата, Пенсільванія)
Фермана Тауншип (англ. Fermanagh Township) — селище (англ. township) в США, в окрузі Джуніата штату Пенсільванія. Населення — 2866 осіб (2020).

## Демографія
Згідно з переписом 2010 року, у селищі мешкало 2811 осіб у 1177 домогосподарствах у складі 781 родини. Було 1305 помешкань
Расовий склад населення:
| - 97,5 % — білих - 0,5 % — чорних або афроамериканців - 0,5 % — азіатів - 0,1 % — корінних американців |

До двох чи більше рас належало 0,6 %. Частка іспаномовних становила 2,6 % від усіх жителів.
За віковим діапазоном населення розподілялося таким чином: 18,7 % — особи молодші 18 років, 55,5 % — особи у віці 18—64 років, 25,8 % — особи у віці 65 років та старші. Медіана віку мешканця становила 48,5 року. На 100 осіб жіночої статі у селищі припадало 89,9 чоловіків; на 100 жінок у віці від 18 років та старших — 86,9 чоловіків також старших 18 років.
Середній дохід на одне домашнє господарство становив 58 427 доларів США (медіана — 54 210), а середній дохід на одну сім'ю — 67 122 долари (медіана — 60 250). Медіана доходів становила 51 688 доларів для чоловіків та 32 550 доларів для жінок. За межею бідності перебувало 11,4 % осіб, у тому числі 10,5 % дітей у віці до 18 років та 18,1 % осіб у віці 65 років та старших.
Цивільне працевлаштоване населення становило 1032 особи. Основні галузі зайнятості: освіта, охорона здоров'я та соціальна допомога — 26,1 %, виробництво — 17,8 %, будівництво — 10,6 %, науковці, спеціалісти, менеджери — 7,4 %.